# Jack Benny

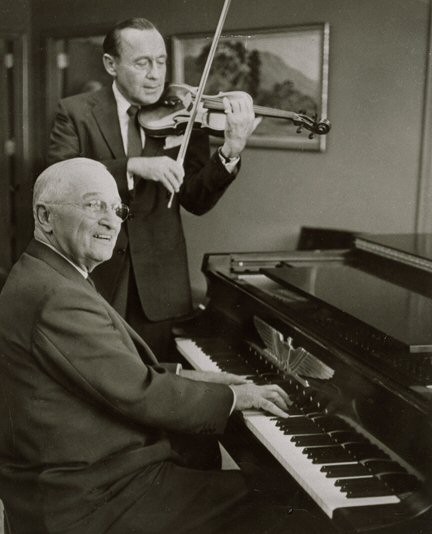
Harry Truman (vid pianot) och Jack Benny.

Jack Benny, eg. Benjamin Kubelsky, född 14 februari 1894 i Chicago, Illinois, död 26 december 1974 i Beverly Hills, Los Angeles, Kalifornien, var en amerikansk komiker, vaudevillian, skådespelare och violinist.

## Biografi
Benny växte upp i Chicago och i Waukegan, Illinois. Han påbörjade en karriär som violinist, vilken dock avbröts av första världskriget. Emellertid upptäckte han sin komeditalang då han tjänstgjorde i flottan under kriget. Efter kriget gjorde han filmdebut 1929 men fick sina största framgångar genom radio och TV, ofta tillsammans med Eddie "Rochester" Anderson.
Han blev känd som självförringande, violinspelande girigbuk, men tvärtemot hans roller som en fåfäng, självgod och ilsken man, var han i verkliga livet en av de mest generösa och anspråkslösa någonsin inom showbusiness.
Inom filmen kom han att göra flera bejublade gästspel, den främsta i Att vara eller icke vara (1942). Bland övriga filmer märks Broadways melodi 1936 (1935) och Susan sov hos mej (1954).

## Filmografi (i urval)
- 1929 - Hollywood-revyn 1930
- 1930 - Chasing Rainbows
- 1930 - The Medicine Man
- 1934 - Transatlantic Merry-Go-Round
- 1935 - Broadways melodi 1936
- 1936 - The Big Broadcast of 1937
- 1940 - Hejsan, vi rider igen!
- 1940 - Love thy Neighbor
- 1941 - Charleys tant
- 1942 - Att vara eller icke vara
- 1942 - George Washington Slept Here
- 1943 - The Meanest Man in the World
- 1945 - The Horn Blows at Midnight
- 1945 - It's in the Bag!
- 1959 - The Mouse That Jack Built
- 1962 - Gypsy
- 1963 - En ding, ding, ding, ding värld